# Мэннерс, Фрэнсис, 6-й граф Ратленд
Фрэнсис Мэннерс, 6-й граф Ратленд (англ. Francis Manners, 6th Earl of Rutland; 1578 — 17 декабря 1632) — английский дворянин. Несмотря на недолгое тюремное заключение за участие в восстании Эссекса 1601 года, он стал заметным человеком при дворе Якова I Стюарта. Он жил в замке Бельвуар в графстве Лестершир. В 1618 году трех женщин, «ведьм Бельвуара», обвинили в колдовстве за то, что они якобы стали причиной смерти двух его маленьких сыновей.

## Биография
Второй сын Джона Меннерса, 4-го графа Ратленда (ок. 1559—1588), и Элизабет Чарлтон (? — 1595), дочери Фрэнсиса Чарлтона из замка Апли, Шропшир.
В 1598 году он отправился за границу, путешествуя по Франции, Германии и Италии , вероятно, в компании бывшего школьного учителя Роберта Даллингтона и Иниго Джонса. По возвращении в Англию он вместе со своим старшим братом Роджером и их младшим братом Джорджем участвовал в восстании 1601 года Роберта Деверё, 2-го графа Эссекса, и был заключен в тюрьму Poultry Compter. Его оштрафовали на тысячу марок и отдали под опеку дяди Роджера в Энфилде. Сэр Роберт Сесил, однако, добился освобождения от штрафа, и, таким образом, это дело ничего не стоило ни ему, ни его брату Джорджу. Оказавшись на свободе, он написал покаянное письмо своему дяде сэру Джону Меннерсу из Хэддона. В ноябре 1601 года он стал членом Иннер-Темпл.

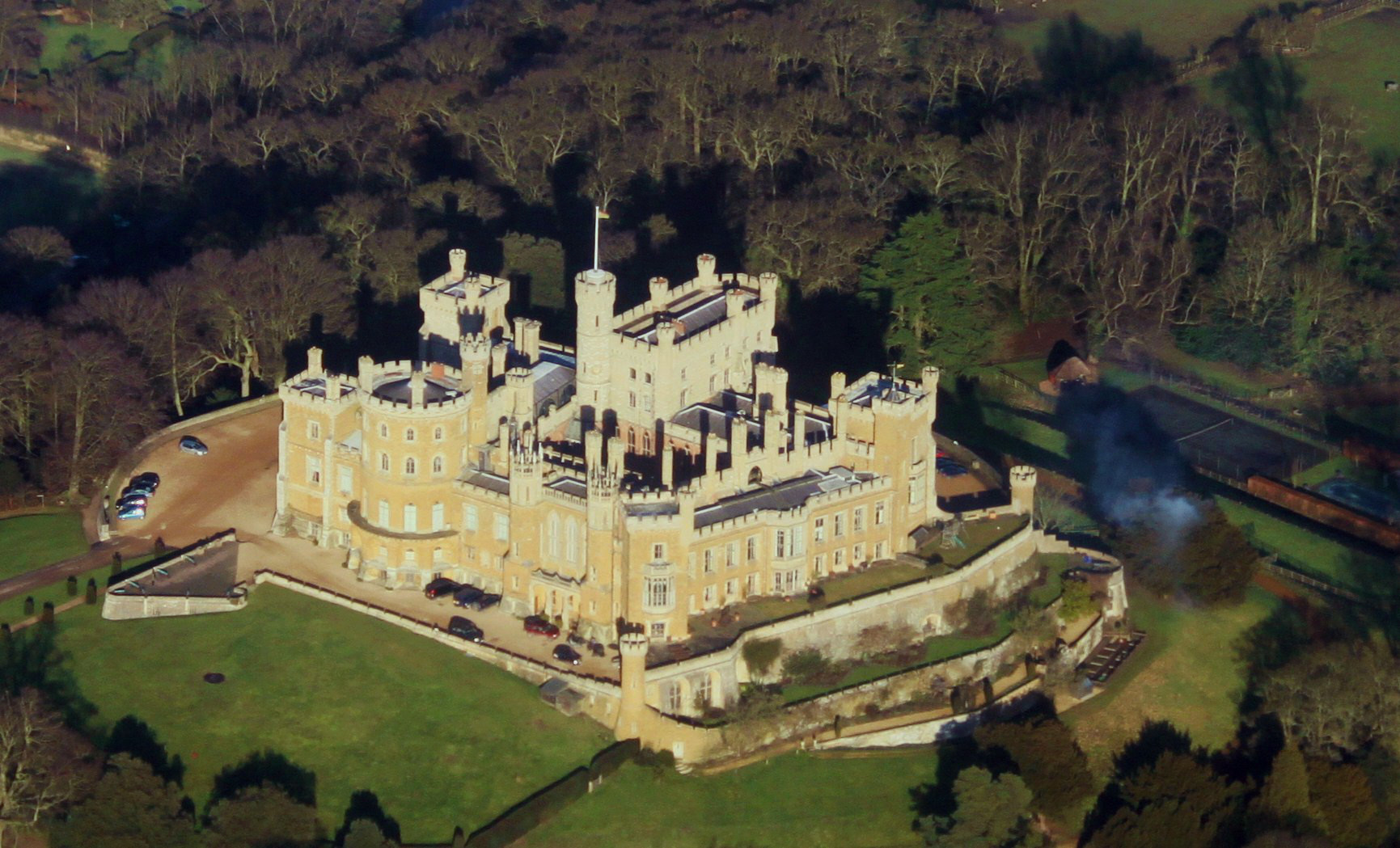
Замок Бельвуар, графство Лестершир

28 июня 1603 года Фрэнсис Меннерс отправился со своим братом в Данию, чтобы вручить орден Подвязки королю Кристиану IV, в сопровождении «живописца» Иниго Джонса и других. Он занимал видное положение при дворе Якова I и был произведен в кавалеры Ордена Бани 4 января 1605 года одновременно с принцем Чарльзом.
26 июня 1612 года он сменил старшего брата Роджера на посту 6-го графа Ратленда и был назначен лордом-лейтенантом Линкольншира 15 июля того же года. 7 августа он принимал короля Якова I Стюарта в Бельвуаре, и король повторил этот визит пять раз в последующие годы. Он занимал должности констебля Ноттингемского замка и хранителя Шервудского леса с октября 1612 по апрель 1620 года. Участвовал в похоронной процессии Генриха Фредерика, принца Уэльского.
Джон Меннерс был произведен в рыцари ордена Подвязки 24 апреля 1616 года. 6 апреля 1617 года Джон Меннерс стал членом Тайного совета и в том же году сопровождал короля в Шотландию.
Титул лорда Роса, или Рооса, был унаследован Элизабет Сесил, 15-й баронессой де Рос, дочерью третьего графа Ратленда, в семье Сесилов, но Ратленд претендовал на него после смерти Уильяма Сесила, 16-го барона де Роса, в 1618 году. Он был назначен хранителем и главным судьей королевских лесов к северу от Трента 13 ноября 1619 года и хранителем рукописей Нортгемптоншира 7 февраля 1623 года. Хотя он, кажется, не одобрял крайнюю политику в церковных делах, его семейная связь с его зятем, Джорджем Вильерсом, 1-м герцогом Бекингемом, обеспечило ему назначение 21 апреля 1623 года адмиралом флота после возвращения принца Чарльза из Испании. На коронации нового короля Карла I Стюарта он нёс жезл с голубем.
Граф Ратленд умер 17 декабря 1632 года в гостинице в Бишопс-Стортфорде, графство Хартфордшир, и был похоронен 20 февраля 1633 года в приходской церкви в Боттсфорде, графство Лестершир. Ему наследовал его младший брат Джордж Меннерс, ставший 7-м графом Ратлендом.

## Семья
Граф Ратленд женился первым браком 6 мая 1602 года на Фрэнсис Найвет (ум. до 26 ноября 1605), третьей дочери сэра Генри Найвета из Чарлтона, графство Уилтшир, и Элизабет, дочери сэра Джеймса Стумпа из Бромхэма, Уилтшир), вдове сэра Уильяма Бевилла из Киллигарта, Корнуолл. У них родилась одна дочь:
- Кэтрин Меннерс (1603 — октябрь 1649), которая на 16 мая 1620 года вышла замуж за Джорджа Вильерса, 1-го герцога Бекингема (1592—1628). После смерти Бекингема Кэтрин вышла замуж за Рандала Макдоннелла, 1-го маркиза Антрима (1609—1683)[1][4][9].

После 26 октября 1608 года Фрэнсис Меннерс женился во второй раз на Сесили Тафтон (1587 — 9 сентября 1653), старшей дочери сэра Джона Тафтона, 1-го баронета из Хотфилда, графство Кент, и его второй жены Кристиан, дочери сэра Хамфри Брауна, вдове сэра Эдварда Хангерфорда. У них было два сына, чья смерть в младенчестве была приписана колдовству:
- Генри Меннерс (умер 23 сентября 1613 года)
- Фрэнсис Меннерс (умер 5 марта 1620 года)

Это упоминается в надписи на могиле графа в церкви Святой Марии Девы, Боттсфорд: «В 1608 году он женился на леди Сесили Хангерфорд, дочери благородного рыцаря сэра Джона Тафтона, от которого у него было два сына, оба из которых умерли в младенчестве от злых практик и колдовства».